# Eduardo Ruiz Álvarez
Eduardo Ruiz Álvarez (n. Paracho (Michoacán); 22 de mayo de 1839 - f. Uruapan Michoacán México; 16 de noviembre de 1902), fue un político mexicano, de ideología liberal, que combatió contra la Segunda Intervención Francesa en México. Destacó igualmente por sus facetas como historiador, como escritor y como periodista.

## Primeros estudios
Cursó sus estudios de primaria en Pátzcuaro y Uruapan, en el estado de Michoacán. En 1852 ingresó al Colegio de San Nicolás, en Morelia, y obtuvo el grado de bachiller en Jurisprudencia. Se tituló como notario público en 1863 y como abogado en 1864.

## Carrera política
Inició entonces su carrera política, en la que fue secretario de Vicente Riva Palacio, jefe de la sección de estado mayor en la Secretaría de Guerra y auditor general del Ejército del Centro. Se desempeñó como juez de Letras en Uruapan, Huetamo y Apatzingán.
Fue también diputado en el Congreso del Estado de Michoacán y posteriormente en el Congreso de la Unión y procurador general de la Nación en 1892, para finalmente desempeñarse como ministro de la Suprema Corte de Justicia de la Nación.
Fue asimismo periodista, labor en la cual participó como redactor en El Renacimiento, El Siglo XIX, Revista de México, La Tribuna, revista Universal y en La República. Fundó el periódico El Cupatitzio.Carrera política: Inició entonces su carrera política, en la que fue secretario de Vicente Riva Palacio, jefe de la sección de estado mayor en la Secretaría de Guerra y auditor general del Ejército del Centro. Se desempeñó como juez de Letras en Uruapan, Huetámo y Apatzingán. Fue también diputado en el Congreso del Estado de Michoacán y posteriormente en el Congreso de la Unión y procurador general de la Nación en 1892, para finalmente desempeñarse como ministro de la Suprema Corte de Justicia de la Nación. Fue asimismo periodista, labor en la cual participó como redactor en El Renacimiento, El Siglo XIX, Revista de México, La Tribuna, revista Universal y en La República. Fundó el periódico El Cupati
.
Obra: En sus escritos se muestra como un nacionalista liberal, que busca en el pasado las raíces de la lucha por la independencia y la libertad. Su estilo es el propio del Romanticismo literario del siglo XIX. Uno de sus relatos novelados sobre Eréndira, una "princesa" michoacana que encabezó la resistencia contra la conquista española, alcanzó gran popularidad. “Michoacán, Paisajes, Tradiciones y Leyendas”.
Homenajes
El parque nacional Barranca del Cupatitzio, establecido en Uruapan, en una finca que fue patrimonio de su familia, algunas personas lo llaman Parque Eduardo Ruiz en su honor. En su honor también se nombró una de... [continua]

## Obra
En sus escritos se muestra como un nacionalista liberal, que busca en el pasado las raíces de la lucha por la independencia y la libertad. Su estilo es el propio del Romanticismo literario del siglo XIX. Uno de sus relatos novelados sobre Eréndira, una "princesa" michoacana que encabezó la resistencia contra la conquista española, alcanzó gran popularidad. 
- Michoacán, Paisajes, Tradiciones y Leyendas.
- Un idilio a través de la Guerr

, publicada póstumamente.
- El Despertar de un Pueblo.
- Derecho Constitucional y Administrativo.
- Historia de la Guerra de Intervención en Michoacán.
- Álbum de Uruapan, publicada póstumamente.

## Homenajes
El parque nacional Barranca del Cupatitzio, establecido en Uruapan, en una finca que fue patrimonio de su familia, algunas personas lo llaman Parque Eduardo Ruiz en su honor.
En su honor también se nombró una de las preparatorias en Uruapan conocida como EPLER (Escuela Preparatoria Licenciado Eduardo Ruiz).
Sus documentos, fotografías y efectos personales se encuentran en el Museo Eduardo Ruiz, en Uruapan.